# Mohammed bin Abdulrahman Al-Bishr
Mohammed bin Abdulrahman Al-Bishr (arabisch محمد بن عبد الرحمن البشر, DMG Muḥammad b. ʿAbd ar-Raḥmān al-Bišr; * 1955 in Riad) ist ein saudischer Diplomat. Zurzeit ist er Botschafter des Dieners der beiden heiligen Stätten bei der Regierung von Muhammad bin Raschid Al Maktum in Abu Dhabi (Vereinigte Arabische Emirate).

## Studium
Er erwarb einen Master und Doktor der Politolinguistik an der Southern Illinois University Carbondale. Sein Spezialgebiet sind intellektuelle, kulturelle und interkulturelle Studien. Des Weiteren wurde er in Wirtschaftswissenschaft promoviert.

## Werdegang
1974 begann er seine berufliche Laufbahn als Lehrassistent an der König-Saud-Universität. An der King Faisal University war er Dekan des Lehrstuhls der Volkswirtschaftslehre und war Berater des Ministers für Landwirtschaft und Wasser. 1988 wurde er zum stellvertretenden Leiter der staatlichen Getreidesilo und Mühlen ernannt. Von 2000 bis 2004 war er Botschafter in Peking. Vom 16. Juli 2004 bis 7. Januar 2014 war er Botschafter in Rabat.
Seit 20. Mai 2014 ist er Botschafter des Königreichs Saudi-Arabien in den Vereinigten Arabischen Emiraten. Die Vereinigten Arabischen Emirate sind der Hauptfinanzier der Operation Restoring Hope.

## Veröffentlichungen
- Introduction to Political Communication
- Intercultural Communication
- The Philosophy of Skepticism and Phenomenology in Human Communication.
- Communication among Saudi Arabian students studying in the United States during the time of the 1990–1991 Gulf crisis : an examination of perceived communication effectiveness
- Religious Police in Saudi Arabia[2]
- Vorwort zu: Saudis And Terror: Cross-Cultural Views[3]